# Llista de missions d'exploració de Mart
A continuació es presenta una llista de les missions d'exploració del planeta Mart, ordenades cronològicament i agrupades per dècades:
| Missió                      | Llançament             | Fi de missió           | Objectiu                                              | Resultat                                                                  |
| --------------------------- | ---------------------- | ---------------------- | ----------------------------------------------------- | ------------------------------------------------------------------------- |
| Marsnik 1                   | 10 d'octubre de 1960   | 10 d'octubre de 1960   | Sobrevol                                              | Fallada en el llançament.                                                 |
| Marsnik 2                   | 14 d'octubre de 1960   | 14 d'octubre de 1960   | Sobrevol                                              | Fallada en el llançament.                                                 |
| Spútnik 22                  | 24 d'octubre de 1962   | 24 d'octubre de 1962   | Sobrevol                                              | Error poc després del llançament.                                         |
| Mars 1                      | 1 de novembre de 1962  | 21 de març de 1963     | Sobrevol                                              | Pèrdua de contacte abans d'arribar.                                       |
| Spútnik 24                  | 4 de novembre de 1962  | Gener de 1963          | Sonda de superfície                                   | No aconseguí sortir de l'òrbita terrestre.                                |
| Mariner 3                   | 5 de novembre de 1964  | 5 de novembre de 1964  | Sobrevol                                              | Error de trajectòria; en òrbita heliocèntrica.                            |
| Mariner 4                   | 28 de novembre de 1964 | 21 de desembre de 1967 | Sobrevol                                              | Èxit.                                                                     |
| Zond 2                      | 30 de novembre de 1964 | Maig de 1965           | Sobrevol                                              | Pèrdua de contacte.                                                       |
| Mariner 6                   | 25 de febrer de 1969   | Agost de 1969          | Sobrevol                                              | Èxit.                                                                     |
| Mariner 7                   | 27 de març de 1969     | Agost de 1969          | Sobrevol                                              | Èxit.                                                                     |
| Mars 1969A                  | 27 de març de 1969     | 27 de març de 1969     | Sonda orbital                                         | Fallada en el llançament.                                                 |
| Mars 1969B                  | 2 d'abril de 1969      | 2 d'abril de 1969      | Sonda orbital                                         | Fallada en el llançament.                                                 |
| Missió                      | Llançament             | Fi de missió           | Objectiu                                              | Resultat                                                                  |
| Mariner 8                   | 8 de maig de 1971      | 8 de maig de 1971      | Sonda orbital                                         | Fallada en el llançament.                                                 |
| Cosmos 419                  | 10 de maig de 1971     | 12 de maig de 1971     | Sonda orbital                                         | Fallada després del llançament.                                           |
| Mars 2                      | 19 de maig de 1971     | 22 d'agost de 1972     | Sonda orbital                                         | Èxit.                                                                     |
| Mars 2                      | 19 de maig de 1971     | 27 de novembre de 1971 | Vehicle tot terreny                                   | Xocà contra la superfície.                                                |
| Mars 3                      | 28 de maig de 1971     | 22 d'agost de 1972     | Sonda orbital                                         | Èxit                                                                      |
| Mars 3                      | 28 de maig de 1971     | 2 de desembre de 1971  | Vehicle tot terreny                                   | Pèrdua de comunicació després d'aterrar.                                  |
| Mariner 9                   | 30 de maig de 1971     | Maig de 1972           | Sonda orbital                                         | Èxit.                                                                     |
| Mars 4                      | 21 de juliol de 1973   | Febrer de 1974         | Sonda orbital                                         | No aconseguí entrar en òrbita.                                            |
| Mars 5                      | 25 de juliol de 1973   | 21 de febrer de 1974   | Sonda orbital                                         | Èxit parcial. Fallà 9 dies després d'entrar en òrbita.                    |
| Mars 6                      | 5 d'agost de 1973      | 12 de març de 1974     | Sonda superficial                                     | Èxit parcial. No retornà dades des de la superfície.                      |
| Mars 7                      | 9 d'agost de 1973      | 9 de març de 1974      | Sonda superficial                                     | La sonda de superfície se separà massa aviat.                             |
| Viking 1                    | 20 d'agost de 1975     | 17 d'agost de 1980     | Sonda orbital                                         | Èxit.                                                                     |
| Viking 1                    | 20 d'agost de 1975     | 13 de novembre de 1982 | Sonda superficial                                     | Èxit.                                                                     |
| Viking 2                    | 9 de setembre de 1975  | 25 de juliol de 1978   | Sonda orbital                                         | Èxit.                                                                     |
| Viking 2                    | 9 de setembre de 1975  | 11 d'abril de 1980     | Sonda sueprficial                                     | Èxit.                                                                     |
| Phobos 1                    | 7 de juliol de 1988    | 2 de setembre de 1988  | Sonda orbital                                         | Pèrdua de contacte en ruta.                                               |
| Phobos 1                    | 7 de juliol de 1988    | 2 de setembre de 1988  | Sonda superficial Phobos                              | No separada                                                               |
| Phobos 2                    | 12 de juliol de 1988   | 27 de març de 1989     | Sonda orbital                                         | Èxit parcial.                                                             |
| Phobos 2                    | 12 de juliol de 1988   | 27 de març de 1989     | 2 sondes superficials                                 | No separades.                                                             |
| Missió                      | Llançament             | Fi de missió           | Objectiu                                              | Resultat                                                                  |
| Mars Observer               | 25 de setembre de 1992 | 21 d'agost de 1993     | Sonda orbital                                         | Pèrdua de contacte abans de la inserció orbital.                          |
| Mars Global Surveyor        | 7 de novembre de 1996  | Actualment operativa   | Sonda orbital                                         | Èxit.                                                                     |
| Mars 96                     | 16 de novembre de 1996 | 17 de novembre de 1996 | Sonda orbital + sondes superficials                   | Fallada en el llançament.                                                 |
| Mars Pathfinder             | 4 de desembre de 1996  | 27 de setembre de 1997 | Sonda superficial Tot terreny Sojourner               | Èxit.                                                                     |
| Nozomi (Planet-B)           | 3 de juliol de 1998    | 9 de desembre de 2003  | Sonda orbital                                         | Fallada en ruta.                                                          |
| Mars Climate Orbiter        | 11 de desembre de 1998 | 23 de setembre de 1999 | Sonda orbital                                         | Xocà contra la superfície.                                                |
| Mars Polar Lander           | 3 de gener de 1999     | 3 de desembre de 1999  | Sonda superficial                                     | Pèrdua de contacte abans de l'arribada.                                   |
| Deep Space 2 (DS2)          | 3 de gener de 1999     | 3 de desembre de 1999  | 2 sondes superficials                                 | Pèrdua de contacte abans de l'arribada.                                   |
| Missió                      | Llançament             | Fi de missió           | Objectiu                                              | Resultat                                                                  |
| 2001 Mars Odyssey           | 7 d'abril de 2001      | Actualment operativa   | Sonda orbital                                         | Èxit.                                                                     |
| Mars Express                | 2 de juny de 2003      | Actualment operativa   | Sonda orbital                                         | Èxit.                                                                     |
| Beagle 2                    | 2 de juny de 2003      | 25 de desembre de 2003 | Sonda superficial                                     | Pèrdua de contacte a l'aterrar.                                           |
| Spirit                      | 10 de juny de 2003     | Actualment operativa   | Vehicle tot terreny                                   | Èxit.                                                                     |
| Opportunity                 | 7 de juliol de 2003    | Actualment operativa   | Vehicle tot terreny                                   | Èxit.                                                                     |
| Rosetta                     | 2 de març de 2004      | Actualment operativa   | Sobrevol en ruta cap al cometa Txuriúmov-Herassimenko | Èxit.                                                                     |
| Mars Reconnaissance Orbiter | 12 d'agost de 2005     | Actualment operativa   | Sonda orbital                                         | Èxit.                                                                     |
| Phoenix                     | 4 d'agost de 2007      | 10 de novembre de 2008 | Sonda d'aterratge robòtica                            | 30 de juliol de 2008: Mostres analitzades confirmen l'existència d'aigua. |
| Missió                      | Llançament             | Fi de missió           | Objectiu                                              | Resultat                                                                  |
| Phobos Grunt i Yinghuo-1    | 8 de novembre de 2011  |                        | Sonda orbital i retorn de mostres de Fobos            | No aconseguí sortir de la Terra                                           |
| Mars Science Laboratory     | 26 de novembre de 2011 | Actualment operativa   | Vehicle tot terreny                                   | Èxit                                                                      |
| Mars Orbiter Mission        | 5 de novembre de 2013  | Actualment operativa   | Sonda orbital                                         | Èxit                                                                      |
| MAVEN                       | 18 de novembre de 2013 | Actualment operativa   | Sonda orbital                                         | Èxit                                                                      |
| ExoMars                     | 14 de març de 2016     |                        |                                                       |                                                                           |

## Missions previstes
- Mars MetNet - 2016 - orbitador, globus i xarxa de 16 MetNet (aterradors d'estudi atmosferic).
- Mars Scout 3 - 2018 -
- Mars Sample Return -2020/2022 - missió de retorn amb mostres marcianes